# Torben Hedlund
Torben Hedlund, född 13 september 1971 i Stavsnäs, är en svensk låtskrivare och musiker. Torben Hedlund skriver också musik under pseudonymen Torbelino.
Mellan åren 1998 och 2008 startade han och var medlem i synthpopbandet Bobby tillsammans med barndomsvännen Julian Brandt. Torben var även medlem i gruppen Kamera mellan åren 1999 och 2001. Under 2004 bildade han tillsammans med Julian Brandt och Andy A popgruppen The Paper Faces. 
2009 fick han med sin låt "A place to stay" i Melodifestivalen 2010.

## Diskografi

### Album
- Romantic & bleeding  - Bobby (2003)
- Thursday in this universe - Bobby (2008)

### Singlar
- Sooner or later - Bobby (2003)
- Losing control - Bobby (2003)
- Tonight let's show the world - Bobby (2004)
- Come crashing in - Bobby (2004)
- She's history - Bobby (2005)
- Disco boy - The Paper Faces (2006)
- Another day (no ones fault) - Bobby (2007)
- The ghost of you remains - Bobby (2008)
- Autumn never leaves - Bobby (2008)
- So many scars - Bobby (2008)